# Phostria centralbalis
Phostria centralbalis là một loài bướm đêm trong họ Crambidae.